# La Passagère (film, 1934)
Pour les articles homonymes, voir La Passagère.
Pour plus de détails, voir Fiche technique et Distribution.
La Passagère (Chained) est un film américain réalisé par Clarence Brown en 1934

## Synopsis
La maîtresse d'un homme a une romance à bord d'un bateau avec un autre homme, et se sent déchirée entre les deux hommes.

## Fiche technique
- Titre : La Passagère
- Titre original : Chained
- Réalisation : Clarence Brown
- Scénario : Frances Goodrich (non créditée), Albert Hackett (non crédité) et John Lee Mahin d'après une histoire de Edgar Selwyn
- Production : Clarence Brown et Hunt Stromberg
- Société de production et de distribution : Metro-Goldwyn-Mayer
- Photographie : George Folsey
- Montage : Robert Kern
- Musique : Herbert Stothart
- Direction artistique : Cedric Gibbons
- Costumes : Adrian
- Pays :  États-Unis
- Genre : Drame sentimental
- Langue : anglais
- Couleur : Noir et Blanc
- Aspect Ratio : 1.37 : 1
- Son : Mono (Western Electric Sound System)
- Genre : Drame romantique
- Durée : 76 min
- Dates de sortie :
  - États-Unis : 31 août 1934
  - France : 30 janvier 1935

## Distribution
- Joan Crawford : Diane Lovering, 'Dinah'
- Clark Gable : Michael 'Mike' Bradley
- Otto Kruger : Richard I. Field
- Stuart Erwin : John L. 'Johnnie' Smith
- Una O'Connor : Amy
- Marjorie Gateson : Mme Louise Fields
- Akim Tamiroff : Pablo

Acteurs non crédités
- Ward Bond : Un steward
- Nora Cecil : Edith
- Grace Hayle : L'amie d'Edith
- Chris-Pin Martin : Un peón
- Mickey Rooney : Un jeune maître-nageur
- Frank Puglia : Le maître-d'hôtel du café